# Prawo wizyty i rewizji
Prawo wizyty i rewizji – prawo przyznane na mocy art. 22 Konwencji genewskiej z 1958 okrętom wojennym na morzu otwartym wobec statków innych państw (wyjąwszy przypadki, gdy akty ingerencji są oparte na uprawnieniach przyznanych w umowach) w trzech ściśle określonych przypadkach. Zalicza się do nich podejrzenia, że:
- obcy statek trudni się piractwem;
- obcy statek uprawia handel niewolnikami;
- posiada tę samą przynależność państwową co okręt wojenny, lecz pływa pod obcą banderą.

W powyższych przypadkach okręt może wysłać łódź pod dowództwem oficera, który dokonuje sprawdzenia dokumentów uprawniających do podnoszenia bandery, a w razie konieczności przeprowadza kontrolę statku. Nieuzasadniona kontrola wobec zatrzymanego statku zobowiązuje do wynagrodzenia strat i szkód, które mógł odnieść.
Konwencja jamajska z 1982 w art. 109 i 110 rozszerzyła powyższy katalog o dwa przypadki:
- podejrzenie braku przynależności państwowej statku;
- podejrzenie nadawania nielegalnych audycji radiowych lub telewizyjnych - w tym przypadku okręt ma również prawo wykonywania jurysdykcji karnej.

Jednostkami uprawnionymi do wizytowania są, prócz okrętów wojennych, także wojskowe statki powietrzne oraz wszelkie inne należycie upoważnione statki morskie lub powietrzne, posiadające wyraźne znaki rozpoznawcze świadczące, że pozostają w służbie rządowej.
Z mocy Konwencji z 1982 pełnym immunitetem jurysdykcyjnym wobec innych państw objęte są okręty wojenne i rządowe statki niehandlowe.